# Хмельов Сергій Віталійович
Сергій Віталійович Хмельов (21 жовтня 1957 — 26 квітня 2023, Польща) — український музикант-перкусіоніст, концертмейстер, артист симфонічного оркестру, джазмен. Заслужений артист України (2020). Один із засновників руху джазових імпресіоністів в Україні, у різні періоди — учасник великої кількості мультижанрових музичних гуртів та ансамблів.
Понад 35 років — концертмейстер групи ударних інструментів Національного академічного театру опери та балету України імені Тараса Шевченка (1987—2023), брав участь у створенні десятків оперних та балетних вистав театру, зокрема, «Тарас Бульба», «Золотий обруч», «Ярослав Мудрий» тощо.

## Життєпис

Могила Сергія Хмельова, Байкове кладовище

Народився 21 жовтня 1957-го року.
З 1978-го року — учасник джаз-рок ансамблю «Крок». Розпочинав свою кар'єру також в ансамблі Запорізької обласної філармонії «Крила».
У 1982-му році закінчив оркестровий факультет Київської консерваторії, клас професора Володимира Колокольникова. Ще навчаючись у консерваторії став лауреатом декількох всесоюзних музичних конкурсів, зокрема, у Донецьку і Таллінні.
З 1983-го року — учасник ансамблю «Червоні маки». Через два роки увійшов до складу новоствореного рок-гурту «Галактика» (лідер — Слава Сінчук). Відтоді ж два роки працював у Державному симфонічному оркестрі УРСР.
З 1987-го року до кінця життя — артист, концертмейстер групи ударних інструментів Національного академічного театру опери та балету України імені Тараса Шевченка. Брав участь у створенні всіх оперних та балетних вистав, що були поставлені за ці 36 років, зокрема, «Тарас Бульба», «Золотий обруч», «Ярослав Мудрий», «Борис Годунов», «Князь Ігор», «Ромео і Джульєтта», «Спартак» тощо.
З 1989-го року — учасник рок-гурту «Красная площадь», створеного музикантами колишнього гурту «Галактика». Відтоді ж розпочав педагогічну діяльність у своїй alma mater — Київській консерваторії.
Був одружений. Донька — музикантка (флейта, етнічні духові інструменти, клавішні інструменти, гітара), композиторка Марія Хмельова (нар. 1980).
У 2020-му році нагороджений званням «Заслужений артист України». Помер після тяжкої хвороби 26 квітня 2023-го року у Польщі. Похований у колумбарії Байкового кладовища (50°24′58.30″ пн. ш. 30°30′10.60″ сх. д. / 50.4161944° пн. ш. 30.5029444° сх. д.).
18 жовтня 2023-го року у Національній філармонії України відбувся джаз-концерт «Далека зірка Сергій Хмельов», присвячений пам'яті музиканта та його 66-му дню народження.

## Творча діяльність
Брав участь у відновленні дзвонарства Софійського собору, деякий час очолював ансамбль «Київські дзвонарі». Співзасновник Київського ансамблю ударних інструментів Ars Nova.
Автор численних творів, аранжувань та репертуарних збірок для ударних інструментів. Опублікував близько 30 CD-записів зі своєю грою. З театром гастролював в десятках країнах світу: Німеччині, Франції, Іспанії, Італії, Швейцарії тощо. Володів майстерністю гри на усіх можливих перкусійних інструментах.
Знаний український джазмен, один із засновників руху джазових імпресіоністів в Україні. Постійно співпрацював із Київським квартетом саксофоністів, гуртами Jazz City Band та Jazz-Breeze, музикантами Володимиром Соляником та Інесою Іваницькою. Учасник джаз-ансамблю Jive Revue.

## Творчий доробок (частковий)

### Гурти, ансамблі
- ВІА «Крок» (1978—1982)
- ВІА «Крила»
- ВІА «Червоні маки» (1983—1985)
- Ансамбль «Київські дзвонарі»
- Гурт «Галактика»
- Гурт «Красная площадь»
- Київський ансамбль ударних інструментів Ars Nova
- Jive Revue
- Київський квартет саксофоністів (співпраця)
- Jazz Сity Band (співпраця)
- Jazz-Breeze (співпраця)

### Участь у створенні вистав
- «Тарас Бульба»
- «Золотий обруч»
- «Ярослав Мудрий»
- «Борис Годунов»
- «Князь Ігор»
- «Ромео і Джульєтта»
- «Спартак»
- «Дзвони»
- «Олександр Невський»

## Нагороди
- 1979 — I премія Всеукраїнського конкурсу у Донецьку
- 1980 — III премія Всесоюзного конкурсу у Таллінні
- 1988 — Гран-прі Міжнародного конкурсу джазового виконавства «Голосієве-88»
- 2020 — заслужений артист України